# Haruna Arakawa
Haruna Arakawa (japanisch 荒川 晴菜 Arakawa Haruna; * 27. Oktober 1999 in Edogawa, Tokio) ist eine japanische Tennisspielerin.

## Karriere
Arakawa begann im Alter von fünf Jahren mit dem Tennisspielen und bevorzugt dabei laut ITF-Profil Hartplätze. Sie spielt vor allem auf Turnieren der ITF Women’s World Tennis Tour, bei denen sie bislang vier Einzel- und elf Doppeltitel gewonnen hat.

## Turniersiege

### Einzel
| Nr. | Datum            | Turnier             | Kategorie | Belag             | Finalgegnerin       | Ergebnis |
| --- | ---------------- | ------------------- | --------- | ----------------- | ------------------- | -------- |
| 1.  | 27. Februar 2022 | Monastir            | ITF W15   | Hartplatz         | Ayumi Morita        | kampflos |
| 2.  | 22. Mai 2022     | Akkon               | ITF W25   | Hartplatz         | Elena-Teodora Cadar | 6:4, 6:2 |
| 3.  | 4. Juni 2023     | Nakhon Si Thammarat | ITF W25   | Hartplatz         | Dasha Ivanova       | 6:4, 6:4 |
| 4.  | 10. August 2025  | Singapur            | ITF W15   | Hartplatz (Halle) | Kim Cherry          | 6:4, 6:0 |

### Doppel
| Nr. | Datum            | Turnier   | Kategorie   | Belag             | Partnerin            | Finalgegnerinnen                                  | Ergebnis         |
| --- | ---------------- | --------- | ----------- | ----------------- | -------------------- | ------------------------------------------------- | ---------------- |
| 1.  | 21. April 2018   | Antalya   | ITF $15.000 | Sand              | Federica Bilardo     | Kamilla Rachimowa Kateřina Vaňková                | 4:6, 6:4, [10:8] |
| 2.  | 5. Mai 2018      | Antalya   | ITF $15.000 | Sand              | Ilona Kramen         | Ni Ma Zhuoma Zhuoma Youmi                         | kampflos         |
| 3.  | 12. Mai 2018     | Antalya   | ITF $15.000 | Sand              | Ilona Kramen         | Alexandra Diana Braga Oana Georgeta Simion        | 6:1, 6:0         |
| 4.  | 19. Mai 2018     | Antalya   | ITF $15.000 | Sand              | Magdaléna Pantůčková | Suzan Lamens Arina Gabriela Vasilescu             | 7:5, 7:63        |
| 5.  | 16. März 2019    | Nishitama | ITF W25     | Hartplatz         | Minori Yonehara      | Emina Bektas Tara Moore                           | 6:4, 6:3         |
| 6.  | 5. Februar 2022  | Monastir  | ITF W15     | Hartplatz         | Jasmijn Gimbrère     | Kelia Le Bihan Nina Radovanovic                   | 6:4, 6:0         |
| 7.  | 28. Mai 2022     | Netanya   | ITF W25     | Hartplatz         | Natsuho Arakawa      | Emilie Lindh Nicole Nadel                         | 6:2, 6:4         |
| 8.  | 15. Oktober 2022 | Hamamatsu | ITF W25     | Teppich           | Aoi Ito              | Erina Hayashi Kanako Morisaki                     | 6:1, 7:66        |
| 9.  | 5. August 2023   | Astana    | ITF W25     | Hartplatz         | Erika Sema           | Shrivalli Rashmikaa Bhamidipaty Vaidehi Chaudhari | 6:7, 6:3, [10:5] |
| 10. | 26. April 2025   | Charlotte | ITF W35     | Hartplatz         | Ema Burgić Bucko     | María José Portillo Ramírez Victoria Rodríguez    | 6:2, 7:5         |
| 11. | 9. August 2025   | Singapur  | ITF W15     | Hartplatz (Halle) | Natsumi Kawaguchi    | Natsuho Arakawa Anri Nagata                       | 6:2, 6:2         |